# Университет долины Юты
Университет долины Юта (UVU) — американский государственный университет, расположенный в городе Орем, штат Юта. В 2011 году в университете обучалось 33395 студентов. Университет долины Юта является крупнейшим государственным университетом в штате Юта.
Ранее университет назывался Государственным Колледжем долины Юта (UVSC). Статус университета колледж получил в июле 2008 года, и сменил название на «Университет долины Юта». 1 июня 2009 года официально стал исполнять свои обязанности первый президент UVU Мэттью С. Холланд.

## История
UVU был основан осенью 1941 года, когда Государственное Профессиональное Управление Юты объединило федеральные классы в один кампус в городе Прово. В это время школа была известна как Профессиональная школа Центральной Юты (англ. Central Utah Vocational School).
Рост учебного заведения принес многочисленные изменения в UVU в течение следующих десятилетий, и школа была переименована несколько раз, чтобы отразить изменения её роли в обществе. В 1963 году название (Профессиональная школа Центральной Юты) было изменено на Торговый технический институт Юты (англ. Utah Trade Technical Institute). В 1967 году школа стала называться Техническим колледжем Юты в Прово. В 1977 году институт переехал в своё нынешнее место, рядом с трассой I-15 в Орем. В 1987 году учебное заведение было переименовано в Комьюнити-Колледж долины Юта (англ. Utah Valley Community College).
В 1993 колледж был назван Государственным колледжем долины Юта (англ. Utah Valley State College) и начал выдавать дипломы о высшем образовании (степень бакалавра). Законодательный орган штата Юта утвердил переименование Государственного колледжа долины Юта в Университет долины Юта в феврале 2007 года (закон вступил в силу 1 июля 2008 года), что позволило учебному заведению начать предлагать степень магистра, хотя университет продолжает уделять особое внимание своим двух- и четырёхгодичным программам обучения (степени Associate degree и бакалавра соответственно).
UVU является крупнейшим работодателем в Ореме.
Во времена, когда университет был местным колледжем, в нём обучалось 8000 студентов. Рост студентов составлял примерно 3000 студентов в год. За осенний семестр 2010 года университет имел 32670 студентов, а также 31 556 студентов, обучающихся осенью 2012 года.

## Структура
- Колледж гуманитарных и социальных наук
- Колледж естественных наук и здравоохранения
- Колледж технических наук и вычислений
- Школа общественных услуг
- Школа искусств
- Школа образования
- Университетский колледж
- Вудбери школа бизнеса

## Знаменитые выпускники
См.: Категория:Выпускники Университета долины Юты